# Mycetophila impeccabilis
Mycetophila impeccabilis är en tvåvingeart som beskrevs av Zaitzev 1999. Mycetophila impeccabilis ingår i släktet Mycetophila och familjen svampmyggor. Inga underarter finns listade i Catalogue of Life.